# Hoa hậu Andorra
Hoa hậu Andorra (tiếng Anh: Miss Andorra) là một cuộc thi sắc đẹp tại Andorra được tổ chức lần đầu tiên vào năm 2003. Người chiến thắng của cuộc thi giành quyền đại diện cho Andorra tham dự cuộc thi Hoa hậu Thế giới.

## Hoa hậu Andorra
| Year | Miss Andorra             | Placement     | Special Awards |
| 2003 | María José Girol Jumenez | Unplaced      |                |
| 2005 | Lourdes Fernández        | Không tham dự |                |
| 2006 | Raquel Rueda             | Không tham dự |                |